# Gérard Ephraim Croissant
Gérard Ephraim Croissant (* 17. Februar 1949 in Nancy) ist ein Gründer der Gemeinschaft der Seligpreisungen.

## Leben
Er wurde in einer protestantischen Familie geboren und konvertierte als Erwachsener zum Katholizismus; er ist mit Frau Josette Croissant verheiratet. Er wurde 1978 zum ständigen Diakon geweiht, aber nach einer Reihe von Skandalen laisiert und aus der von ihm gegründeten Ordensgemeinschaft ausgeschlossen.
Gérard Croissant maturierte 1964 am Gymnasium Henri-Poincaré in Nancy. Von 1964 bis 1968 war er Student am Lycée Jacques-Callot in Nancy und besuchte anschließend die Freie Theologische Fakultät in Montpellier. Von 1971 bis 1972 hielt er sich in Jerusalem auf, und schließlich ging er von 1977 bis 1978 zum Studium an die University of Richmond in Virginia (USA).  
Er veröffentlichte zahlreiche Bücher, von denen acht ins Deutsche übersetzt worden sind. Ein häufig wiederkehrendes Thema waren die biblischen Seligpreisungen, aber auch eine Monographie über die Mystikerin Marthe Robin gehört zu seinen Werken.
2007 zog er vorübergehend nach Kigali, der Hauptstadt von Ruanda, und wirkte dort als Schriftsteller und Psychotherapeut; seine Frau Josette blieb in Frankreich. Nach Angaben der Gemeinschaft der Seligpreisungen wurde „Bruder Ephraim“ gezwungen, die Gemeinschaft im Jahr 2008 zu verlassen. Danach kehrte er nach Frankreich zurück und wohnt seither in Labrit, Frankreich.

## Gründung der Ordensgemeinschaft
Im Zusammenhang der Charismatischen Erneuerung entstand im Jahr 1973 in Frankreich die Gemeinschaft, damals Der Löwe von Juda genannt, unter der Führung von zwei Ehepaaren: Croissant und seiner Frau Josette sowie Jean-Marc und Mireille Hammel. Die Gemeinschaft erfuhr starken Zuwachs und breitete sich international aus; heute wirken Mitglieder in Europa, Afrika, Asien, Ozeanien und den Vereinigten Staaten. 

## Missbrauchsfälle
Croissants Missbrauch von mehreren Mitgliedern der Gemeinschaft fand über Jahre hinweg im Rahmen von „psycho-spirituellen Heilungen“ statt, die mit emotionaler Manipulation vergleichbar sind. Promiskuität zwischen den Ordensleuten und ihren Familien soll generell ein Problem in der Gemeinschaft gewesen sein.
Croissant hat „sexuelle Beziehungen zu Mitgliedern zugegeben, darunter zu einer Minderjährigen“. Ein weiterer Oberer der Gemeinschaft, „Philippe Madre, wurde von einem Berufungsgericht des sexuellen Missbrauchs für schuldig befunden.“ Obwohl diese Fälle intern lange bekannt waren, wurden sie nicht öffentlich eingestanden.
Croissants Geständnis war Teil einer größeren Enthüllung von sexuellen Delikten im Umfeld der Gemeinschaft. Pierre-Etienne Albert, ein Prediger der Gemeinschaft, gab 57 sexuelle Übergriffe auf Minderjährige zwischen 1975 und 2000 zu. Er wurde vom Strafgericht von Rodez zu fünf Jahren Haft verurteilt. Auch der Diakon Philippe Madre wurde des Missbrauchs für schuldig erklärt und laisiert.